# Alton (Iowa)
Alton város az USA Iowa államában, Sioux megyében. Lakosainak száma 1248 fő (2020. április 1.).

## Népesség
A település népességének változása:

| 2010 | 1 216 |
| 2020 | 1 248 |